# Grigori Bongard-Levine
Grigori Maximovitch Bongard-Levine, né le 26 août 1933 à Moscou (URSS) et mort le 30 septembre 2008 à Neuilly-sur-Seine (France), est un indianiste, orientaliste et historien soviétique, puis russe.

## Carrière
Bongard-Levine est étudiant à la faculté d'études orientales de l'université de Moscou de 1951 à 1956. Sa thèse de doctorat porte sur l'Inde à l'époque des Mauri (1970). Il est professeur à l'université de Moscou à partir de 1978. 
Bongard-Levine était membre de l'Académie des sciences de Russie, collaborateur scientifique de l'Institut des études orientales de l'académie, directeur de la chaire d'histoire d'Asie du Sud à l'Institut des langues orientales de Moscou et chef du centre d'études indiennes et bouddhiques de ce même institut. Il fut également rédacteur en chef, jusqu'à sa mort, de la revue savante Le Messager de l'histoire antique et président du comité de rédaction de la collection Les monuments scripturaires d'orient.  Il est membre de l'Académie Royale Suédoise des Belles-Lettres, de l'Histoire et des Antiquités. Il est élu à l'Académie des inscriptions et belles-lettres (France) en l'an 2000. Il meurt d'un cancer à l'hôpital américain de Neuilly.
Le professeur Bongard-Levine était chevalier de la Légion d'honneur, chevalier de l'ordre des arts et des lettres et lauréat du prix d'État d'URSS en 1988.

## Quelques publications
- L'Inde antique. Étude historique, Msocou, Naouka, 1969, 736 pages; 2e édition en 2001; 3e édition en 2005.
- L'Inde à l'époque des Mauris, Moscou, Naouka, 1973, 407 pages
- Sri Lanka: période antique et médiévale (en collaboration avec S.I. Tiouliaev), Moscou, Isskoustvo, 1974, 207 pages
- La Civilisation antique indienne. Philosophie, science, religion, Moscou, Naouka, 1993, 317 pages, 4e édition en 2007
- L'Inde antique. Histoire et culture, Saint-Pétersbourg, Aleteïa, 2001, 288 pages
- L'Inde antique. Histoire ethnolinguistique, structure politico-sociale, héritage écrit et culture ancienne, Moscou, Naouka, 2003
- Correspondances orientalistes entre Paris et Saint-Pétersbourg (1887-1935), lettres de Sylvain Lévi, Alfred Foucher, Émile Senart et Paul Pelliot adressées à Serge Oldenbourg, Fiodor Chtcherbatskoï, Vassili Alexeïev, Vassili Radlov et Friedrich Rosenberg, in Mémoires de l'Académie des inscriptions et belles-lettres, N.S..T.26, Paris, Diffusion De Boccard, 2002 (en collaboration avec Roland Lardinois et Alexeï Vigassine)

## Source
- (ru) Cet article est partiellement ou en totalité issu de l’article de Wikipédia en russe intitulé « Бонгард-Левин, Григорий Максимович » (voir la liste des auteurs).